# Élage Diouf
Élage Diouf (né El Hadji Fall Diouf) est un percussionniste et auteur-compositeur-interprète québécois d'origine sénégalaise.

## Biographie
El Hadji Fall Diouf naît et grandit à Dakar au Sénégal. Il est le neuvième d'une famille de dix enfants.   
Dès son plus jeune âge, El Hadji est attiré par la musique. Il apprendra à jouer des percussions de façon autodidacte, dans la rue.   
Dans un premier temps, le jeune El Hadji cultive sa passion pour la musique, tout en la cachant à ses parents. Plus tard, c'est avec son frère, Pape Abdou Karim Diouf, qu'Il nourrira son désir de création musicale. Ensemble, ils développeront leur talent, puis se feront connaître peu à peu dans leur communauté natale.  
En 1996, les deux frères visitent la ville de Montréal, au Québec, pour une série de concerts qui ne devait durer que deux mois. Néanmoins, ils décideront ensemble de rester à Montréal pour s'y installer définitivement.  

## Carrière artistique

### Les frères Diouf
Après avoir participé à plusieurs tournées de spectacles à l'intérieur du Sénégal, puis une tournée de six mois en Europe, El Hadji et Karim sont engagés par le groupe Diamono Ballet pour une série de concerts au Québec, notamment pour le festival des FrancoFolies de Montréal. C'est leur première visite au Québec; après cette expérience, ils décident de s'y installer. Rapidement, les deux frères se font connaître sur la scène musicale montréalaise.  
El Hadji et Karim, que l'on appelle désormais «les frères Diouf», sont amenés à se produire auprès de plusieurs formations et artistes locaux, tels que Loco Locass, Dubmatique, Stefie Shock, Roch Voisine et Ariane Moffatt, tant sur scène que sur disque.  
Toutefois, ils seront révélés au public québécois grâce à leur collaboration avec Les Colocs sur l'album Dehors novembre, où on les entend chanter en wolof, leur langue maternelle. El Hadji y coécrit la chanson Tassez-vous de d’là avec André Fortin, ce qui lui vaudra de remporter le prix Echo de la SOCAN en tant que coauteur. 
En 2003, le duo, rebaptisé Diouf, fait paraître son premier album, intitulé Dund (mot wolof qui signifie «vivre»), qui obtiendra trois nominations au Gala de l'ADISQ 2004.
Puis, de 2005 à 2008, les deux frères travaillent à la création musicale du spectacle Delirium du Cirque du Soleil, avec qui ils partiront en tournée à travers le monde. El Hadji participera à toutes les représentations comme chanteur et percussionniste. 

### Carrière solo

#### Aksil
En 2010, El Hadji, sous le prénom francisé «Élage», sort son premier album solo, intitulé Aksil (mot wolof signifiant «bienvenue», «entrez»).  De par son titre, l'album incarne une ouverture, une accessibilité, une invitation à entrer dans un univers musical. 
Élage y chante principalement en wolof, mais aussi en français et en anglais. L'album est festif; les chansons abordent les thèmes de l'amour, la paix, l'espoir, l'aventure, etc. Aksil s'inspire de nombreuses cultures; mélange de folk, de blues et de musique du monde, l'album comporte des influences écossaises (Yone Wi), brésiliennes (Tanta), en plus de reprendre une chanson country de John Hartford (Man of Constant Sorrow) ainsi qu'une chanson de Francis Cabrel (Madame X). Aksil est également le fruit de nombreuses collaborations, notamment avec Jenny Salgado de Muzion, Mike Sawatzky des Colocs et Jean Leloup.
L'album est un succès, tant auprès du public que des critiques. Aksil obtiendra trois nominations au Gala de l'ADISQ 2011, en plus de remporter le prix Juno de l'album de l'année, catégorie Musique du monde, aussi en 2011. 

#### Melokáane
Après cinq ans d'absence en studio, Élage Diouf annonce au printemps 2015 qu'il sortira bientôt un nouvel album. 
Le 28 août 2015, Diouf présente Melokáane (mot wolof qui signifie « reflet », « image »), son deuxième album solo. Le titre de l'album fait référence à l'identité, à l'humanité, au reflet du parcours d'une vie, dans le moment présent. Encore une fois, Élage y chante principalement dans sa langue maternelle, ainsi qu'en anglais et en français. L'album est un ensemble de rythmes africains aux influences blues (Tay), reggae (Melokáane), jazz (Misal), rock (Secret World, Dekoulo Fi) et pop (Just One Day). Il y aborde différents thèmes : la célébration, la résilience, la fragilité de la vie, les difficultés d'intégration des immigrants, la dimension personnelle des rapports spirituels. L'album rend hommage à des figures emblématiques de la lutte pour les droits de l'homme (Mandela et Sankara, une chanson en français) ; il propose une adaptation en wolof d'une chanson de Peter Gabriel (Secret World) ; il offre un duo avec le chanteur canadien multi-platine Johnny Reid (Just One Day) ainsi qu'une collaboration avec le guitariste Jordan Officer (Tay). 
L'accueil est enthousiaste pour ce deuxième opus, considéré plus réflexif et introspectif que le précédent. L'album et son artiste se verront attribués de nombreux honneurs, dont une nomination au Gala de l'ADISQ 2016 (catégorie Musique du monde) et une nomination au Gala des Canadian Folk Music Awards 2016 (catégorie Artiste solo de l'année – Musique du monde).  

#### Wutiko
Après plusieurs années d'absence, Élage Diouf lance le 12 mars 2021 son album Wutiko qui signifie La Quête. Il collabore avec plusieurs artistes de renoms sur cet album tel que Carlos Placeres sur la chanson (Daw), Marie-Christine Depestre sur (Mouselay) et Jorane sur (Bamel). Il puise ses inspirations dans le souvenir de Nelson Mandela, dans la fragilité de la vie et dans la toute puissance de l'équipe de foot nationale.

## Discographie

### Albums
En solo
Diouf
Les Colocs